# 358
358 (CCCLVIII) fue un año común comenzado en jueves del calendario juliano, en vigor en aquella fecha.
En el Imperio romano, el año fue nombrado como el del consulado de Daciano y Cerealis, o menos comúnmente, como el 1111 Ab urbe condita, adquiriendo su denominación como 358 a principios de la Edad Media, al establecerse el anno Domini.

## Acontecimientos
- 24 de agosto: en las localidades bitinias de Nicomedia y Nicea (en Turquía) ―precedido por dos horas de oscuridad― se registra un terremoto. El incendio resultante termina de destruir la ciudad.[1]
- Los francos capitulan ante Juliano en Bélgica.
- Juliano permite a los francos formar un foederatii romano en Toxandria.
- Una invasión de Panonia por los cuados y los sármatas es rechazada por Constancio II.